# Fausse étymologie
Une fausse étymologie, étymologie erronée, étymologie folklorique, pseudo-étymologie, pseudoétymologie, paraétymologie ou parétymologie est une croyance populaire, mais fautive, sur l'origine ou la dérivation linguistique d'un mot précis.
Ces étymologies ont régulièrement la saveur d'une légende urbaine, sont plus imagées et plus fantaisistes que les étymologies des dictionnaires et dépeignent sommairement ou implicitement des pratiques inhabituelles de certains groupes culturels. Par exemple, les étudiants de l'université d'Oxford qui n'étaient pas de descendance noble auraient été obligés d'ajouter sine nobilitate à leur nom, terme rapidement abrégé en s.nob., d'où le mot « snob »,. 

## Sources et influence
Les fausses étymologies existent pour plusieurs raisons. Quelques-unes sont des interprétations raisonnables d'une évidence. Pour certains mots, les érudits proposent plusieurs hypothèses étymologiques valables selon les sources qui sont à leur disposition ; elles peuvent être modifiées ou rejetées ultérieurement selon les progrès linguistiques. Par exemple, l'étymologie médiévale a rapporté plusieurs informations plausibles selon les informations que les érudits avaient à l'époque ; la plupart de leurs conclusions ont cependant été rejetées par les linguistes modernes. Les érudits humanistes du début de l'époque moderne ont produit de meilleures étymologies, mais leurs conclusions ont aussi été remplacées.
D'autres étymologies erronées sont le résultat d'affirmations spécieuses et sans fondement publiées par des individus. Par exemple, l'écrivain Daniel Cassidy (en) — fondateur des études irlandaises du New College of California — a déclaré que des centaines de mots anglais, tels que baloney, grumble et bunkum, dérivent de l'irlandais,.

## Liens avec les légendes urbaines
Quelques étymologies appartiennent aussi aux légendes urbaines. Elles répondent au besoin de choquer l'esprit : elles sont donc surprenantes, contre-intuitives et même scandaleuses. Un exemple parmi tant d'autres : rule of thumb (littéralement, « règle du pouce »), expression synonyme de « ligne directrice ». Une légende urbaine avance que cette expression renvoie à une vieille loi anglaise qui autorisait un époux à battre (rectifier) sa femme avec un bâton pas plus large que le pouce. Cette loi n'a jamais existé. 
Aux États-Unis, quelques-unes de ces légendes scandaleuses ont pour sources le racisme et l'esclavage. Les mots picnic « pique-nique », buck « chope » et crowbar « pied-de-biche » seraient issus de termes dégradants ou de pratiques racistes. Ces prétendues étymologies sont régulièrement propagées par des personnes qui pensent observer des sous-entendus racistes dans les discours. Par exemple, un homme politique américain a été forcé de démissionner parce qu'il avait utilisé le mot niggardly « avare, chiche » (d'origine scandinave) à cause de sa ressemblance avec l'injure très offensive nigger « nègre ».
Le linguiste israélien Ghil'ad Zuckermann propose de distinguer la Derivational-Only Popular Etymology (DOPE, « étymologie populaire uniquement dérivée ») et la Generative Popular Etymology (GPE, « étymologie populaire générative ») :
- DOPE est une nouvelle analyse étymologique de termes lexicaux qui existent déjà [...] Le producteur d'une DOPE suit sa tendance apollinienne, le souhait de décrire et de forger l'ordre, particulièrement pour les informations inconnues ou les nouvelles expériences [...] le grand besoin de signification[10] ». DOPE est « simplement passive », « une dérivation fautive, où apparaît l'aspect rationnel ex postfacto. »[10] ;
- GPE implique l'introduction d'un nouveau sens ou un nouveau terme lexical.